# Ninh Thới
Ninh Thới là một xã cũ thuộc huyện Cầu Kè, tỉnh Trà Vinh, Việt Nam.

## Địa lý
Xã Ninh Thới có vị trí địa lý:
- Phía đông giáp huyện Tiểu Cần và xã Phong Phú
- Phía tây giáp Sông Hậu
- Phía nam giáp huyện Tiểu Cần
- Phía bắc giáp xã Châu Điền và xã Hòa Tân.

Xã Ninh Thới có diện tích 22,58 km², dân số năm 2019 là 8.829 người, mật độ dân số đạt 391 người/km².

## Hành chính
Xã Ninh Thới được chia thành 7 ấp: Bà Bảy, Đồng Điền, Mỹ Văn, Rạch Đùi, Trà Điêu, Vàm Đình, Xẻo Cạn.